# Мельцер-Шафран, Виктор Владимирович
Виктор Владимирович Мельцер-Шафран (1914—1998) — советский и российский учёный, доктор технических наук, профессор.
Специалист в области теории и технологии прокатного производства. Автор более ста научных работ и многих изобретений.

## Биография
Родился 30 июля 1914 года в городе Полтава.

### Образование
В 1941 году окончил Днепродзержинский металлургический институт (ныне Днепровский государственный технический университет) по специальности «инженер-металлург». Стал членом ВКП(б). В 1953 году в Магнитогорском горно-металлургическом институте (МГМИ, ныне Магнитогорский государственный технический университет) защитил кандидатскую диссертацию на тему «Опережение при прокатке высоких полос», с этого же года — доцент кафедры обработки металлов давлением. В начале 1970-х годов защитил докторскую диссертацию на тему «Теоретическое и экспериментальное исследование профиля полос при непрерывной тонколистовой горячей прокатке». Получил ученое звание профессора. Большую роль в становлении его как учёного, сыграл доктор технических наук, профессор М. И. Бояршинов.

### Деятельность
С 1944 года работал в МГМИ. С 1972 года он был профессором кафедры обработки металлов давлением. В 1950-е годы он впервые установил наличие положительного и отрицательного опережения при прокатке. Им были разработаны методики расчетного определения профилировки валков тонколистового стана горячей прокатки, что помогло Магнитогорскому металлургическому комбинату в быстром освоении новых тонколистовых станов. В 1970-х годах Виктор Владимирович выполнил несколько научно-исследовательских работ по усовершенствованию технологии горячей широкополосной прокатки и оборудования широкополосных станов. В 1980-е годы он основал собственную научную школу, где были решены теоретические вопросы, связанные с исследованием причин возникновения осевых давлений в листопрокатных клетях кварто (клеть с четырьмя параллельно расположенными валками).
Последние годы жизни провёл в Германии. Умер в 1998 году. Его сын — Мельцер-Шафран Леонид Викторович тоже стал учёным, работает в МГТУ на кафедре физики.
Был награждён медалями, в числе которых Медаль «За доблестный труд в Великой Отечественной войне 1941—1945 гг.».